# Jakob Cedergren
Jakob Cedergren (ur. 10 stycznia 1973 w Lund) – szwedzki aktor teatralny, filmowy i telewizyjny.
Danish National School of Theatre and Contemporary Dance. Za kreację Nicka w dramacie Thomasa Vinterberga Submarino (2010) był nominowany do Europejskiej Nagrody Filmowej dla najlepszego aktora pierwszoplanowego podczas 23. ceremonii.

## Filmografia

### Filmy fabularne
- 2003: Zieloni rzeźnicy (De grønne slagtere) jako kontroler artykułów spożywczych
- 2003: Rembrandt (Stealing Rembrandt) jako Tom
- 2005: Zakochani widzą słonie (Voksne Mennesker) jako Daniel
- 1006: Offscreen jako Jakob Cedergrenu
- 2007: Templariusze: Miłość i krew (Arn – Tempelriddaren) jako Ebbe Sunesson
- 2008: Arn: Królestwo na końcu drogi (Arn – The Kingdom at Road's End) jako Ebbe Sunesson
- 2008: Remix jako Jes
- 2009: Klątwa czarownicy wikingów (Vølvens forbandelse) jako Ebbe Sunesson
- 2009: Strasznie szczęśliwi (Terribly Happy) jako Robert Hansen
- 2009: Krzyk mody (Rage) jako Otto
- 2010: Submarino jako Nick
- 2015: The Squad (Antigang) jako Kasper

### Seriale TV
- 2007: The Killing jako Phillip Dessa
- 2008: Sommer jako Rune
- 2009: Harry & Charles jako Haakon VII
- 2010: Templariusze (Arn) jako Ebbe Sunesson
- 2010: Morderstwa w Sandhamn (Morden i Sandhamn) jako Thomas Andreasson
- 2011: Zabójcy (Den som dræber) jako Thomas Schaeffer